# (26201) Sayonisaha
(26201) Sayonisaha est un astéroïde de la ceinture principale.

## Description
(26201) Sayonisaha est un astéroïde de la ceinture principale. Il fut découvert le 6 avril 1997 à Socorro (Nouveau-Mexique) par le projet LINEAR. Il présente une orbite caractérisée par un demi-grand axe de 2,44 UA, une excentricité de 0,09 et une inclinaison de 6,5° par rapport à l'écliptique.

## Compléments